# Luchar contra molinos de viento

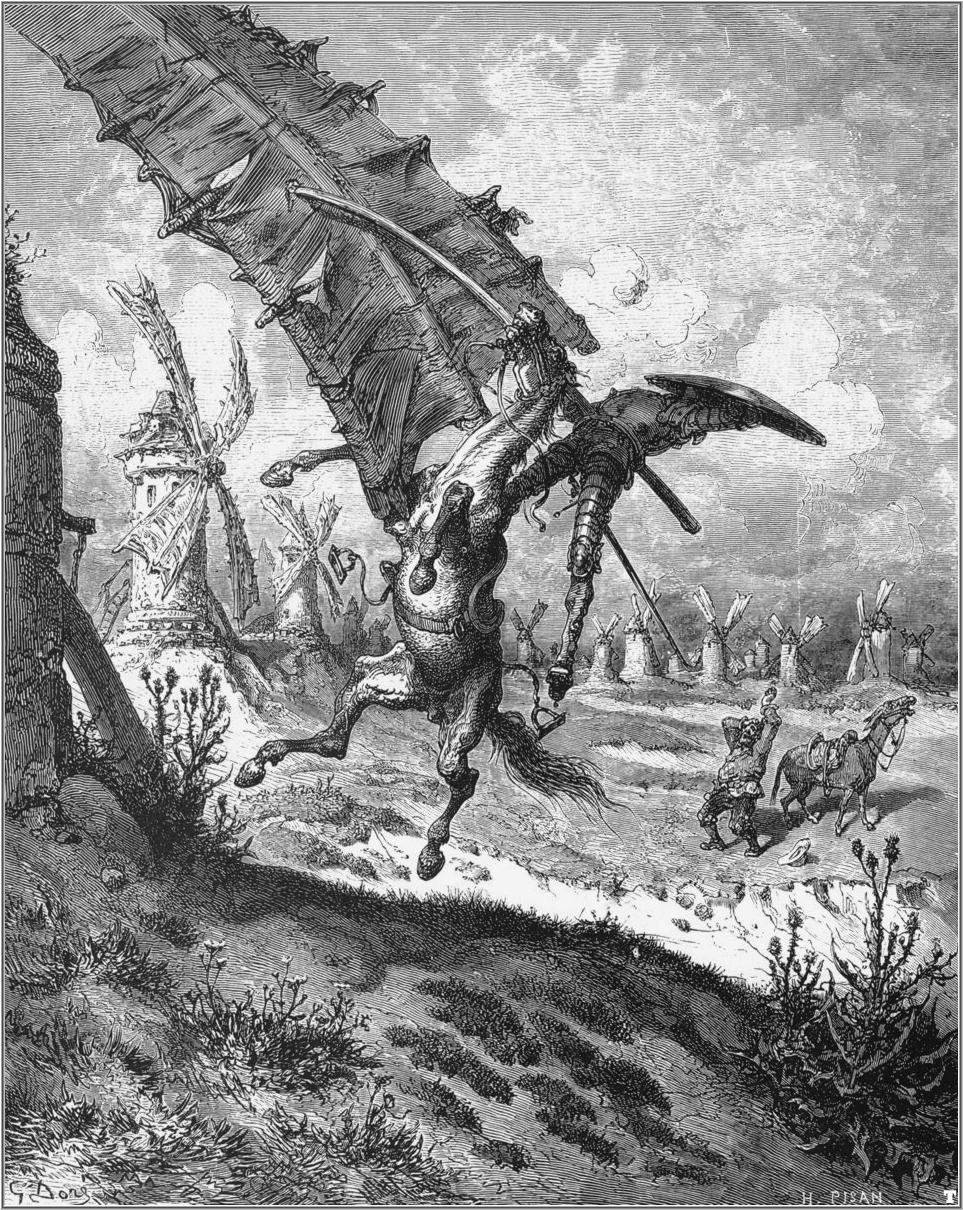
Don Quijote lucha contra los molinos de
viento, ilustración de Gustave Doré

Luchar contra molinos de viento es una expresión de origen literario con el significado de «pelear contra enemigos imaginarios». Está tomada del capítulo VIII de la Primera Parte de El ingenioso hidalgo Don Quijote de la Mancha, de Miguel de Cervantes Saavedra, titulado «Los molinos de viento». Varias localidades manchegas con antiguos molinos de viento se adjudican el escenario de la batalla 
jotesca narrada en este episodio literario, en especial Campo de Criptana y Consuegra.

«En esto, descubrieron treinta o cuarenta molinos de viento que hay en aquel campo; y, así como don Quijote los vio, dijo a su escudero:

–La aventura va guiando nuestras cosas mejor de lo que acertáramos a desear, porque ves allí, amigo Sancho Panza, donde se descubren treinta, o pocos más, desaforados gigantes, con quien pienso hacer batalla y quitarles a todos las vidas, con cuyos despojos comenzaremos a enriquecer; que ésta es buena guerra, y es gran servicio de Dios quitar tan mala simiente de sobre la faz de la tierra.
–¿Qué gigantes? –dijo Sancho Panza.
–Aquellos que allí ves –respondió su amo– de los brazos largos, que los suelen tener algunos de casi dos leguas.
–Mire vuestra merced –respondió Sancho– que aquellos que allí se parecen no son gigantes, sino molinos de viento, y lo que en ellos parecen brazos son las aspas, que, volteadas del viento, hacen andar la piedra del molino.
–Bien parece –respondió don Quijote– que no estás cursado en esto de las aventuras: ellos son gigantes; y si tienes miedo, quítate de ahí, y ponte en oración en el espacio que yo voy a entrar con ellos en fiera y desigual batalla.
Y, diciendo esto, dio de espuelas a su caballo Rocinante, sin atender a las voces que su escudero Sancho le daba, advirtiéndole que, sin duda alguna, eran molinos de viento, y no gigantes, aquellos que iba a acometer. Pero él iba tan puesto en que eran gigantes, que ni oía las voces de su escudero Sancho ni echaba de ver, aunque estaba ya bien cerca, lo que eran; antes, iba diciendo en voces altas:

–Non fuyades, cobardes y viles criaturas, que un solo caballero es el que os acomete».
Miguel de Cervantes

## Trascendencia
La frase ha trascendido también a otros ámbitos socioculturales. En el mundo anglosajón se habla de "tilting at windmills". En alemán se menciona "gegen Windmühlen kämpfen" ("lucha contra las aspas de los molinos de viento") para significar un objetivo que es o se cree imposible.